# Tatra 43
Tatra 43 byl lehký nákladní automobil o nosnosti 1,5 tuny, vyráběný Závody Tatra a.s. v Kopřivnici. Vůz byl postaven na podvozku osobního typu Tatra 30, lišil se zesílenou zadní nápravou. Varianta s větším motorem z vozu Tatra 52 nesla označení Tatra 43/52. Během let 1929–1936 vzniklo 1121 vozů obou typů, převážně v provedení valník.

## Historie
V roce 1929 představila automobilka Tatra lehký nákladní vůz Tatra 43, postavený na upraveném podvozku osobního typu Tatra 30. Podvozek se lišil pouze mohutnější zadní nápravou, odpruženou dvěma čtvrteliptickými péry a s delším stálým převodem. Náprava byla osazena většími koly s únosnějšími pneumatikami. Automobil nabízel užitečnou hmotnost 1,5 tuny.
Výroba probíhala od roku 1929. Kabina a „žehličková“ kapota následovala vzor Tatry 30. V roce 1931 přišel na trh vůz Tatra 52, nástupce typu T30 s větším motorem. Ten se současně začal montovat i do části produkovaných nákladních vozů, takto vybavené automobily obdržely označení Tatra 43/52. Ve stejné době proběhly mírné úpravy exteriéru. Rozsáhlejší modernizaci postoupil vůz pravděpodobně v roce 1936, kdy dostal novou zakulacenější karosérii, opět po vzoru faceliftované Tatry 52.
Přes tři čtvrtiny vyrobených vozů nesly tovární valníkovou nástavbu. Necelých 80 dostalo karosérii autobus, dále v Tatře vyrobili menší počet dodávek a skříňových vozů. Tatra také zhotovila asi 140 samostatných podvozků, které si jejich majitelé nechali opatřit nástavbami od externích karosářů. Několik desítek podvozků bylo vyvezeno do Vídně.
Určitý počet valníků využívala Československá armáda, sloužily jako kulometné vozy v cyklistických praporech.
Během let 1929–1938 vzniklo 1121 vozů obou typů, z toho 629 typu T43 a 492 typu T43/52.

## Technické údaje

### Motor a převodovka
Tatru 43 pohání plochý, vzduchem chlazený zážehový čtyřválec s rozvodem OHV. Motor má zdvihový objem 1678 cm³ (vrtání válců 75 mm, zdvih 95 mm). Dosahuje nejvyšší výkon 17,6 kW (24 k) při 2500 ot./min. Palivovou směs připravuje karburátor Zenith KB 30 nebo 30 U. Umístění motoru je vpředu, nad přední nápravou.
Motor Tatry 43/52 má větší vrtání válců 80 mm, a tím zvýšený zdvihový objem 1911 cm³. Dosahuje výkonu 22 kW (30 k) při 3000 ot./min. Karburátor je typu Zenith 30 T.
Mazání je tlakové oběžné, se suchou klikovou skříní. Chlazení vzduchem je podpořeno ventilátorem umístěným na setrvačníku za motorem. Palivová nádrž má objem 40 l. Za motorem je umístěna suchá čtyřlamelová spojka. Za ní pak navazuje čtyřstupňová převodovka.
Elektrická soustava pracuje s napětím 12 V. Vůz je vybaven magnetovým (T43) nebo akumulátorovým (T43/52) zapalováním značky Bosch nebo Scintilla.

### Podvozek

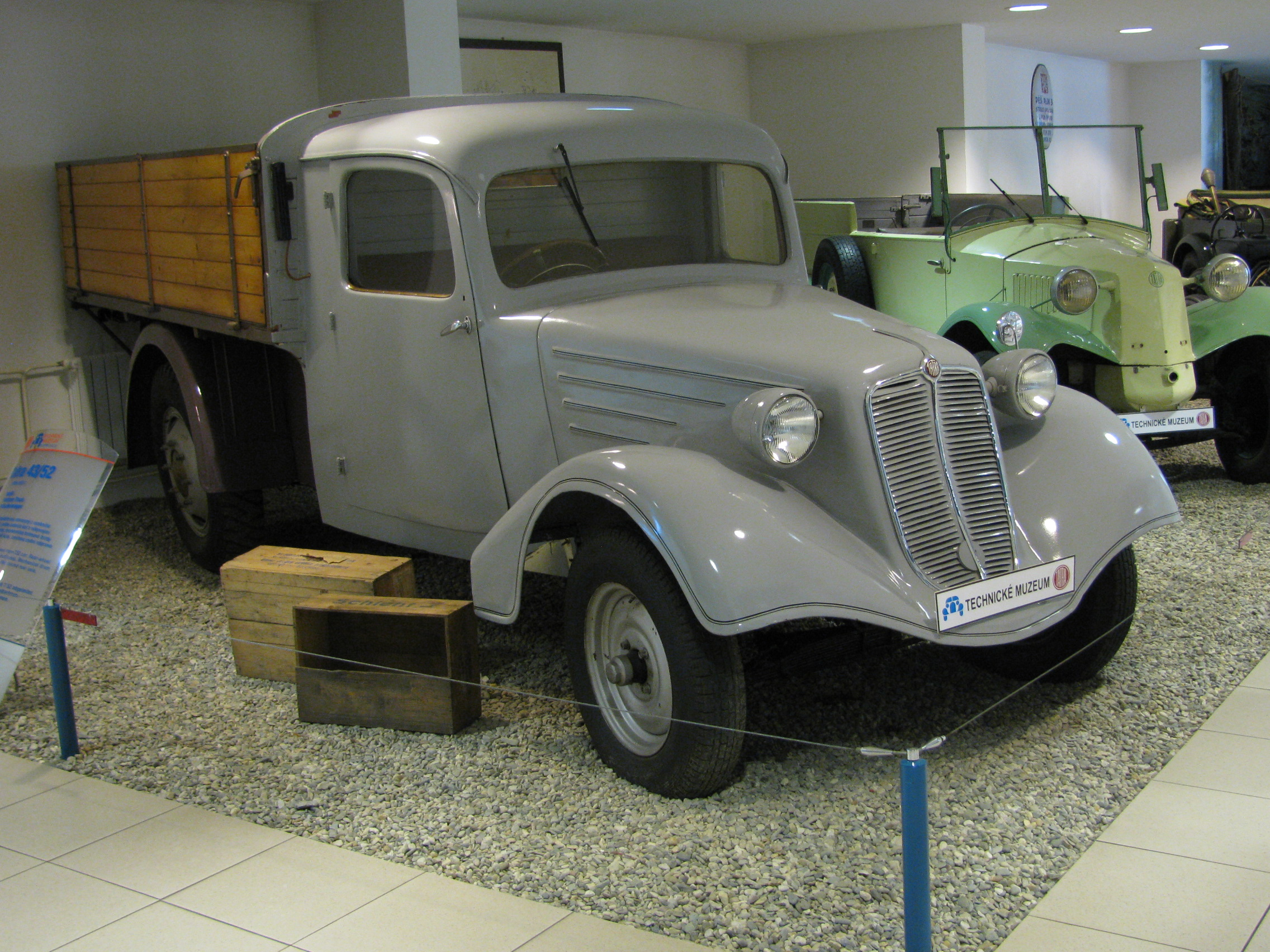
valník Tatra 43/52 s modernizovanou karosérií
v Technickém muzeu Tatra

Základ podvozku tvoří ocelová páteřová roura, vpředu opatřená přírubou pro blok motoru a převodovky. Vzadu je hnací náprava s výkyvnými poloosami. Ty jsou odpružené dvěma příčnými čtvrteliptickými listovými péry. Nepoháněná přední tuhá náprava je odpružená příčným půleliptickým listovým pérem. Rozvor náprav je 3287 mm. Světlá výška pod nápravami je 230 mm. Rozchod kol činí 1300 mm vpředu a 1500 mm vzadu.
Vůz je opatřen mechanickými bubnovými brzdami na všech kolech. Kola jsou disková 18" vpředu a 20" vzadu, s pneumatikami rozměru 5,50×18" vpředu a 8,25×20" vzadu.

### Rozměry a výkony
Údaje pro tovární valník Tatra 43:

Délka: 4 900 mm

Šířka: 1 800 mm

Výška: 2 050 mm

Hmotnost podvozku: 830 kg

Pohotovostní hmotnost: 1380 kg

Maximální rychlost: 60 km/h

Spotřeba paliva: 14–16 l/100 km